# Pierścionek z orłem w koronie
Pierścionek z orłem w koronie – polski dramat wojenny z 1992 roku w reżyserii Andrzeja Wajdy, zrealizowany na motywach powieści Aleksandra Ścibora-Rylskiego pt. Pierścionek z końskiego włosia.
Zdjęcia do filmu kręcono w następujących lokacjach: Drohiczyn, Warszawa (ul. Łucka) oraz Mińsk Mazowiecki (kościół Narodzenia NMP).

## Obsada
- Rafał Królikowski – Marcin
- Cezary Pazura – Kosior, porucznik UB
- Piotr Bajor – major Steinert
- Mirosław Baka – Tadeusz Śliwa „Tatar”, sekretarz powiatowy PPR
- Adrianna Biedrzyńska – sanitariuszka Janina
- Jerzy Kamas – pułkownik „Prawdzic”, szef sztabu AK
- Agnieszka Wagner – Wiśka
- Piotr Rzymyszkiewicz - Porucznik Kmicic
- Maria Chwalibóg – łączniczka Steinerta
- Wojciech Klata – „Łabęda”, członek oddziału Marcina
- Tomasz Rojek – „Kastet”, członek oddziału Marcina
- Wojciech Lasota(inne języki) – „Funk”, członek oddziału Marcina
- Jadwiga Jankowska-Cieślak – Choińska, gospodyni wynajmująca pokój Marcinowi i Janinie
- Tomasz Konieczny – Maciek Chełmicki
- Andrzej Blumenfeld – strażnik w komitecie powiatowym PPR
- Piotr Gąsowski – lekarz
- Marek Kępiński – kolejarz
- Katarzyna Kwiatkowska – pielęgniarka
- Mariusz Leszczyński – Ładoń
- Dominik Łoś – powstaniec rozjechany przez czołg
- Włodzimierz Musiał – członek dowództwa WiN-u
- Michał Staszczak – żołnierz w komitecie powiatowym PPR
- Andrzej Szenajch – strażnik sowiecki na bocznicy kolejowej
- Jerzy Trela – oficer Armii Czerwonej wkraczający do Warszawy
- Mirosław Zbrojewicz – Ukrainiec gwałcący Wiśkę
- Bartosz Żukowski – podwładny Kosiora
- Jerzy Gudejko – strażnik w siedzibie UB
- Magdalena Stużyńska-Brauer – sanitariuszka
- Czesław Mroczek – kolejarz
- Mariusz Krzemiński – strażnik
- Sławomir Holland – strażnik sowiecki na bocznicy kolejowej